# Primera fila: Fey
Primera fila: Fey es el primer álbum en directo de la cantautora mexicana Fey, lanzado el 23 de octubre del 2012 por Sony Music. Este álbum también confirma su reingreso a mencionada disquera puesto que se retiró en el 2003.
Desde 2010 se rumoreaba que Fey regresaría a los escenarios e incluso volvería a sacar un nuevo disco de manera independiente al igual que su pasado disco Dulce tentación (2009). Su repentino embarazo suspendió todos sus planes de regreso a los escenarios. En esta etapa de distancia con su público Fey se abocó a realizar otros planes como su boda, vida personal, etc. A partir de los finales del 2011, la cantante nuevamente empezó a reiniciar su proyecto uniéndose al grupo de management "Blu2 Entertainment" y en el 2012 con su ex discográfica Sony para la grabación de un nuevo disco. Inicialmente se desconocía su trabajo pero para mediados del 2012 Fey anuncio la grabación del material en formato Primera fila.
Primera fila reúne los grandes éxitos de Fey en los noventa: cuatro sencillos de Fey (1995), cinco sencillos de Tierna la noche (1996) y un sencillo de El color de los sueños (1998). Adicionalmente se incluyen tres canciones inéditas entre estas un dúo con el cantante Aleks Syntek. Los sonidos del disco son pop, típicos de Fey desde sus inicios como también lo electrónico y el dance, dando a sus éxitos un sonido maduro.
El primer sencillo fue «Frío» publicado por Sony como obsequio para la cantante el 21 de julio de 2012, día de su cumpleaños. El 31 de octubre se hizo su publicación oficial y pasado algunos días se lanzó su videoclip. El sencillo se ha desenvuelto de manera favorable obteniendo un disco de oro por 30 000 descargas digitales en México. Como segundo sencillo se publicó «Te pertenezco», que fuera sencillo en su álbum Tierna la noche (1996). Durante su promoción obtuvo buen recibimiento en listas musicales. El 18 de enero Fey anunció un nuevo sencillo para el disco, de nueva cuenta lo hizo a través de su Twitter oficial titulado «Me haces tanta falta» que oficialmente se estrenó el 22 de enero en radios mexicanas. El 22 de febrero de 2013 Fey abrió su gira promocional llamada Tour todo lo que soy que arrancó en el Auditorio Nacional de México. Posiblemente la cantante vuelva a hacer otra presentación en abril o mayo de 2013 para la grabación de un DVD. El martes 26 de marzo comenzó a rotar fuera de México, más precisamente en Argentina, el sencillo de «Azúcar amargo» en ciertos canales y radio difusoras del país siendo este el primer sencillo oficial de la cantante mexicana fuera de México.

## Antecedentes
Tras la promoción de su último álbum, Fey indicó a sus seguidores que se encontraba detallando ideas con varios colaboradores para una nueva producción musical. Se empezaron a rumorear nombres como Reyli Barba y José Ramón Flórez, e incluso títulos de composiciones ya realizadas para la cantante. Al mismo tiempo se dio a conocer la noticia de que Fey se encontraba en la búsqueda de una casa discográfica para promover dicho material quedando Interscope Records como uno de los nombres más voceados. Todos estos rumores terminaron cuando Fey anunció que estaba embarazada y que los planes para el nuevo disco tendrían que esperar. No fue sino hasta después de tener a su bebé que la cantante retomó los planes para su nuevo álbum. Se empezó a hablar de un sencillo llamado «Te amo a mi manera» compuesto por Barba.
A finales del 2011, Fey desencajó a sus fanes cuando declaró en una entrevista que inspirada en la nueva etapa que está viviendo como madre realizaría un disco infantil dedicado a su hija, aunque esta posibilidad no se concretó. Nunca se esclareció que paso con susodicha producción.
En enero del 2012, se dio a conocer la noticia de que Fey se había unido a las filas de "Blu2 Entertainment" y se supuso que esta compañía sería quien se encargaría de promover la futura producción discográfica. "Blu2 Entertainment" se desenvuelve como mánager de Fey a partir de entonces y rápidamente le busca una casa discográfica. Fue así que "Blu2 Entertainment" y Sony Music se asociaron para producir lo que sería el octavo álbum de Fey. Dicho contrato se realizó el 8 de marzo de 2012. Posteriormente Fey a través de su cuenta oficial en YouTube anunció que su álbum sería realizado bajo el concepto Primera Fila.

## Grabación

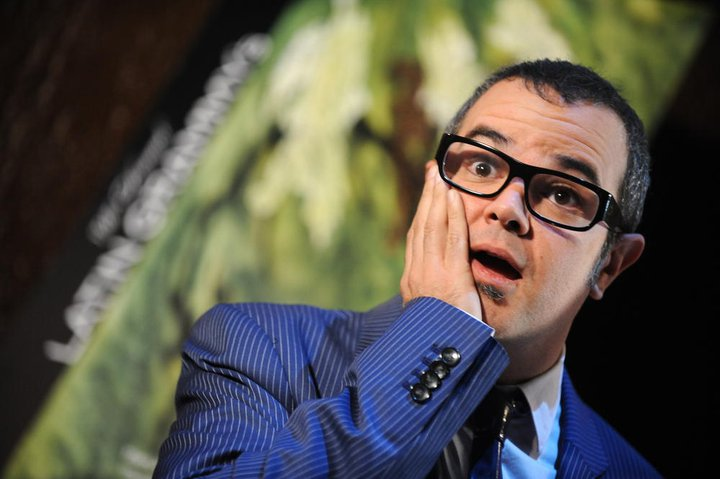
Aleks Syntek compuso la canción «El cielo puede esperar» y la cantó junto a Fey en la grabación del disco.

El concepto Primera fila enmarca recopilaciones de éxitos del propio artista como de otros cantantes, todo realizado en vivo. Para el caso de Fey se tomó sus hits de los tres primeros álbumes de esta, además de incluir tres temas inéditos.
Las canciones en su mayoría fueron compuestas por J.R. Flórez quien colaboró en los tres álbumes de la cantante como compositor y productor. El lugar escogido fue el Estudio Interlomas donde Fey con 600 invitados se dieron cita el 22 de junio de 2012 para la grabación. Fueron cuatro horas de sesión donde Fey revivió sus éxitos iniciales, todos estos influenciados por el pop, el rock y lo electrónico, este último ritmo la acompaña desde inicios de la década pasada.
Además se incluyen tres temas inéditos: el primero es «Frío» compuesto por el productor del álbum Armando Ávila. Se escoge este tema como primer sencillo del álbum siendo publicado como sencillo promocional el 21 de julio y oficialmente el 31 de julio de 2012 que a tan solo once horas de su publicación se vuelve uno en el Top canciones de la página Mixup Digital. El segundo tema inédito es «Me haces tanta falta» escrita por Armando Ávila y Marcela de la Garza para Fey quien se lo dedica a su madre. En plena grabación Fey lloro por el recuerdo de su madre impidiéndole grabarla fácilmente e incluso parar en reiteradas ocasiones la grabación de la canción.

### Colaboración de Aleks Syntek
El cantante mexicano Aleks Syntek intervino en la grabación del tema «El cielo puede esperar». Este sería un reencuentro con Fey, ya que en el 2005 ambos hicieron una versión del tema «Donde quiera que estés» en un concierto homenaje a Selena.

## Contenido

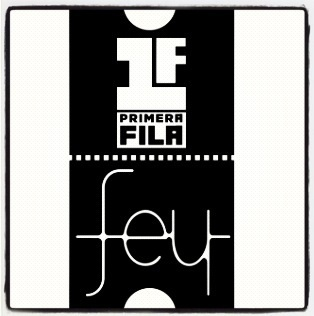
Detalle del logotipo de Primera fila junto al nombre de la artista en el álbum

Primera fila contiene los éxitos de Fey de sus tres primeros discos. El álbum abre con «Muévelo» que inicia con instrumentos de cuerda como los violines que cambian rotundamente su sonido original. El siguiente es «Te pertenezco», tema escogido para ser sencillo que conserva su estilo electrónico y oscuro. «Frío», primer sencillo del álbum, hace acordar a los primeros discos de Fey con los típicos sonidos pop dance  que los caracterizan. Esta canción que también esta influencia por el rock posee una letra totalmente comercial y dispuesta a insertar a Fey de nuevo al mercado.  Su cuarta canción «Gatos en el balcón» conserva reconocibles sonidos, una de las más identificables del disco.  Su sonido se deja llevar por el rock. «Desmargaritando el corazón» inicia con una introducción por parte de Fey indicando que es una de sus favoritas, inherente a su estilo dance-balada que la original (la canción suena muy similar al sencillo Enjoy the Silence del grupo británico Depeche Mode).
A partir de su pista seis, el álbum empieza a tomar un estilo acústico  donde los instrumentos de viento, timbales y un largo etcétera de estos participan.  Su primera balada «Subidón», que está totalmente distante de su estilo original,  inicia esta tanda de baladas. Otra es la única pista de El color de los sueños (1998), «Ni tú ni nadie» que también suena parecida a su antecesora.  Seguido, una nueva pieza irrumpe en el largo repertorio de Fey «Me haces tanta falta» considerada por sus fanes como la mejor del disco. Resulta que el tema ha tomado relevancia a tal punto de considerarlo como la mejor canción del álbum. En la pista nueve hace su ingreso Aleks Syntek  para cantar la canción que le compuso a Fey «El cielo puede esperar» a dúo. «Me enamoro de ti» conserva aún pronunciados sonidos  y finalizando esta tanta queda «Azúcar amargo» con una versión acústica muy parecida a las tantas que Fey realizó anteriormente en varios programas. El retro aparece al final del disco. Bases electrónicas con guitarras rocanroleras marcan a «La noche se mueve» al igual que la canción de cierre «Media naranja».

## Crítica
Por parte de la prensa Primera fila ha recibido críticas mixtas, en su mayoría dedicadas a criticar a Fey más que al disco. Diversos medios han calificado al disco expresando que es de buena calidad pese a que producción es inferior en comparación con otros discos similares al formato de Sony. Otros indicaron que el disco inserto a Fey en el mercado discográfico después de tres años de pausa en su carrera musical.
La página de crítica musical Masturbación musical hizo una crítica relevante al disco. Inicia con una fuerte crítica a Fey sobre su tan discutida imagen en la música desde sus inicios como un recuerdo a los que posibles lectores que ya la olvidaron. Luego empieza a criticar pista por pista, con críticas que van gradualmente desde malas, buenas e incluso halagadoras para cada canción. Guillermo Fojaco, quien criticó al disco también hace punto en influencias del retro sobre todo en las pistas finales del disco con canciones como «Enjoy the silence», «Love at first sight» y «Holiday».

## Promoción
Sony Music lanzó un corte de 30 segundos de «Frío», una semana antes del lanzamiento promocional de esta (21 de julio). La fecha de publicación coincidió con el cumpleaños de Fey. El 31 de este mismo mes se pudo escuchar por completo el tema, confirmando así su lanzamiento. «Frío» inicialmente tuvo un favorable desempeñó, logrando ubicarse en listas como las de Mixup Digital en el número uno. El 2 de agosto Fey colgó el vídeo de «Frío» en ProdigyMSN y al siguiente día se publicó a través del canal oficial de Fey en Youtube.
Para mediados de septiembre del mismo año, Fey anuncia el lanzamiento de su álbum a través de su web oficial para el 23 de octubre como también el inicio de una gira promocional llamada Todo lo que soy  que arrancara el 22 de febrero de 2013, un tour que la devuelve a los escenarios después de diez años sin realizar uno. A finales de septiembre del 2012 «Frío» certificó oro por 30.000 descargas digitales.
El 6 de septiembre Fey se dejó ver en la sesión acústica de los Latín Grammy al lado de relevantes figuras musicales como Juanes o el grupo Reik. Fey comento acerca de su ingreso a Sony Music en la alfombra roja de este evento. Cuando Fey fue entrevistada en la alfombra roja aclaró que no busca la abrumadora fama ni la excesiva atención mediática que tuvo en los 90, pues según ella: «está muy bonito eso, pero es mucho más padre estar tranquilo en tu vida, no ser el centro de atención absoluto». En su lugar, prefiere la serenidad que ha conseguido.
A inicios de octubre del 2012, se hizo oficial el lanzamiento de un nuevo sencillo el cual fue «Te pertenezco», que vuelve a ser sencillo. Ya con un pasado exitoso en listas de 1997, «Te pertenezco» volvió a repetir el número uno, casi después de dos meses de promoción.
El pasado 12 de noviembre Sony Music anunció que Primera fila había certificado disco de oro debido a la venta de 30 000 copias en México con tan solo tres semanas de lanzamiento oficial y que en la lista de iTunes México el disco lograra como máxima ubicación la número 3.
A inicios del 2013, exactamente el 22 de enero, Fey publicó un nuevo sencillo titulado «Me haces tanta falta», el cual se tiene gran expectativa ya que ha sido catalogada como una de las mejores canciones del disco. El 15 de febrero de este año Sony Music le otorgó a Fey un nuevo disco de oro por haber superado más de 50 000 copias vendidas en su país.
El pasado martes 26 de marzo comenzó a rotar fuera de México, más precisamente en Argentina, el sencillo de «Azúcar Amargo» en ciertos canales y radio difusoras del país siendo este el primer sencillo oficial de la cantante mexicana fuera de México.

## Lista de canciones

### CD / DVD
| N.º | Título                                            | Escritor(es)                        | Duración |  |
| 1.  | «Muévelo»                                         | Mario Ablanedo                      | 4:34     |  |
| 2.  | «Te pertenezco»                                   | Mario Ablanedo / David Boradoni     | 3:43     |  |
| 3.  | «Frío»                                            | Armando Ávila / Marcela de la Garza | 3:49     |  |
| 4.  | «Gatos en el balcón»                              | J. R. Flórez / Fredy Marugán        | 3:43     |  |
| 5.  | «Desmargaritando el corazón»                      | Mario Ablanedo / David Boradoni     | 4:05     |  |
| 6.  | «Subidón»                                         | Mario Ablanedo / David Boradoni     | 3:42     |  |
| 7.  | «Ni tú ni nadie»                                  | Mario Ablanedo                      | 4:08     |  |
| 8.  | «Me haces tanta falta»                            | Armando Ávila / Marcela de la Garza | 3:12     |  |
| 9.  | «El cielo puede esperar» (featuring Aleks Syntek) | Aleks Syntek                        | 4:23     |  |
| 10. | «Me enamoro de ti»                                | J. R. Flórez / Fredy Marugán        | 4:10     |  |
| 11. | «Azúcar amargo»                                   | Mario Ablanedo / David Boradoni     | 4:34     |  |
| 12. | «La noche se mueve»                               | J. R. Flórez                        | 5:13     |  |
| 13. | «Media naranja»                                   | J. R. Flórez / Fredy Marugán        | 5:18     |  |

## Listas y certificaciones
| Listas (2012)                  | Mayor posición |
| ------------------------------ | -------------- |
| México: Amprofon Top20         | 3              |
| México: Amprofon Top100        | 3              |
| México: iTunes                 | 2              |
| U.S Billboard Top Latin Albums | 73             |

| Listas (2013)           | Mayor posición |
| ----------------------- | -------------- |
| México: Amprofon Top20  | 2              |
| México: Amprofon Top100 | 2              |

| Lista (2012)              | Posición |
| ------------------------- | -------- |
| Masturbación musical      | 48       |
| México: Amprofon: Top 100 | 54       |

| Lista (2013)              | Posición |
| ------------------------- | -------- |
| México: Amprofon: Top 100 | 80       |

| País              | Certificaciones | Ventas  |
| ----------------- | --------------- | ------- |
| México (Amprofon) | [ n. 1 ]        | 100,000 |